# Častotice
Častotice (s předložkou 2. pád do Častotic, 6. pád v Častoticích) jsou vesnice, místní část obce Zahrádka. Ve vesnici žije 53 obyvatel.

## Geografická charakteristika
Katastrální území Častotic leží v Kraji Vysočina v okrese Třebíč. Na severu sousedí s územím Zahrádky, na východě s územím Ocmanic, na jihu s územím Okarce a na západě s územím Studence a Pyšela. Podstatnou část území Častotic tvoří rybníky: Nový, resp. Častotický (5,7 ha) na severovýchodě a Dubovec (31 ha) a Stejskal (12 ha) na jihu. Územím Častotic protéká stejnojmenný potok, který pramení nedaleko Pyšela a je jedním ze tří potoků napájejících rybník Dubovec; vedle něho to je též Maršovecký potok, tekoucí od studeneckého nádraží, a Hranečnický potok, tekoucí od rybníka Hranečníka na samém východě katastrálního území Pozďatína.
Častotice se rozkládají v severní části svého území. Nadmořská výška zastavěné části obce se pohybuje kolem 420 m, na severozápad od vesnice se zvyšuje a dosahuje až 460 m. Častotice leží asi kilometr na jih od Zahrádky. Jsou s nimi na jedné straně a se studeneckým nádražím a silnicí č. I/23 na straně druhé spojeny silnicí č. III/3907.

## Historie
První písemná zmínka o Častoticích pochází z roku 1353.
Z hlediska územní správy byly Častotice vedeny v letech 1869–1890 jako osada Náměště nad Oslavou v okrese Třebíč, v letech 1900–1930 jako osada Zahrádky v okrese Třebíč, v roce 1950 taktéž, ale v okrese Velká Bíteš a v roce 1961 znovu jako osada Zahrádky v okrese Třebíč.
| Rok            | 1869 | 1880 | 1890 | 1900 | 1910 | 1921 | 1930 | 1950 | 1961 | 1970 | 1980 | 1991 | 2001 |
| -------------- | ---- | ---- | ---- | ---- | ---- | ---- | ---- | ---- | ---- | ---- | ---- | ---- | ---- |
| Počet obyvatel | 80   | 81   | 85   | 101  | 97   | 87   | 86   | 69   | 73   | 66   | 58   | 61   | 56   |

František Dvorský odvozuje jméno Častotic od osobního jména Častotičtí. Spolu se Zahrádkou náležely Častotice k vanečskému statku.

## Pamětihodnosti a zajímavosti
- zvonice
- někdejší lochy pod vesnicí[5]